# Llunca de gallina
La llunca de gallina es una sopa típica de las áreas andinas de la región Ancash en el Perú. Es elaborada sobre la base de trigo molido, papas, verduras y hierbas aromáticas.
El nombre del plato proviene del término quechua de Huarás «llunka», que es trigo remojado, descascarado y medio molido y el plato que se prepara de tal elemento.

## Ingredientes
El plato contiene: gallina de corral, trigo descascarado (o resbalado), cebolla china, zanahoria, agua, apio, perejil, orégano tostado, ajo molido, ají panca, aceite de oliva y papas yungay.